# Euploea nemertoides
Euploea nemertoides är en fjärilsart som beskrevs av Rothschild 1915. Euploea nemertoides ingår i släktet Euploea och familjen praktfjärilar. Inga underarter finns listade i Catalogue of Life.